# District de Nicobar
Le district de Nicobar (hindi : निकोबार जिला) est un district du territoire des Îles Andaman-et-Nicobar en Inde.

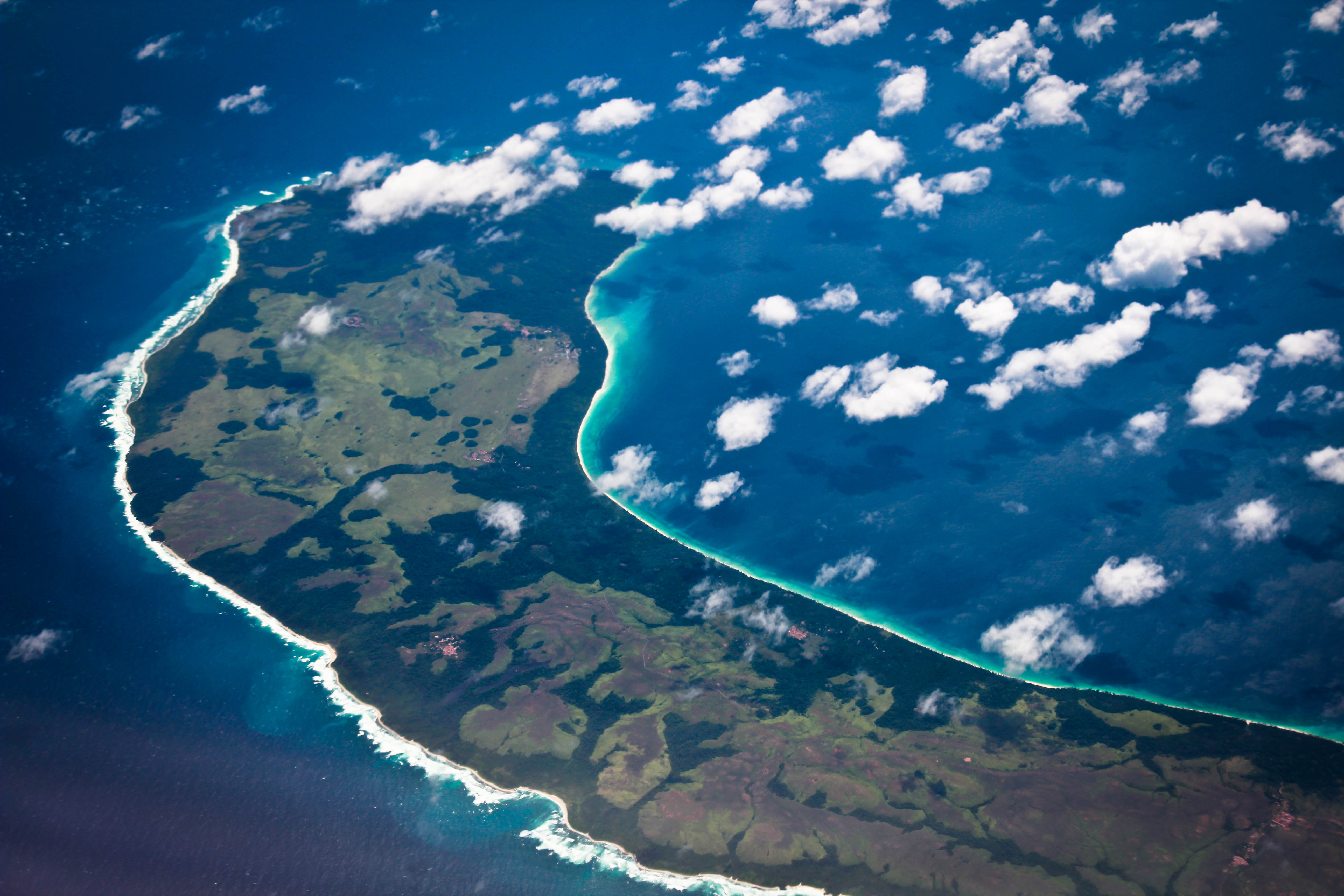
L'île Teressa.

## Géographie
Sa population de 36 842 habitants (en 2011) pour une superficie de 1 841 km2.